# Eleven Roses
Eleven Roses je prvi miksani album američke pjevačice ZZ Ward kojeg je objavila 1. veljače 2012. godine pod diskografskim kućama Hollywood Records i Boardwalk Entertainment Group. Album sadrži obrade pjesama izvođača kao što su Kendrick Lamar, Childish Gambino i Tyler, The Creator.

## Popis pjesama
| Br. | Skladba                           | Tekstopisac    | Trajanje |
| --- | --------------------------------- | -------------- | -------- |
| 1.  | »Better Off Dead«                 | Zsuzsanna Ward | 2:49     |
| 2.  | »Got It Bad«                      | Ward           | 2:45     |
| 3.  | »OVERdUe«                         | Ward           | 2:38     |
| 4.  | »Criminal«                        | Ward           | 2:42     |
| 5.  | »Morphine«                        | Ward           | 2:38     |
| 6.  | »Cinnamon Stix«                   | Ward           | 2:20     |
| 7.  | »Til the Casket Drops« (Acoustic) | Ward           | 3:04     |
| 8.  | »Last Love Song« (Acoustic)       | Ward           | 3:28     |

## Nadnevci objavljivanja
| Država                     | Nadnevak         | Format             | Diskografska kuća                               | Izvor |
| -------------------------- | ---------------- | ------------------ | ----------------------------------------------- | ----- |
| Sjedinjene Američke Države | 1. veljače 2012. | digitalni download | Hollywood Records Boardwalk Entertainment Group | [ 2 ] |